# 褚玉璞

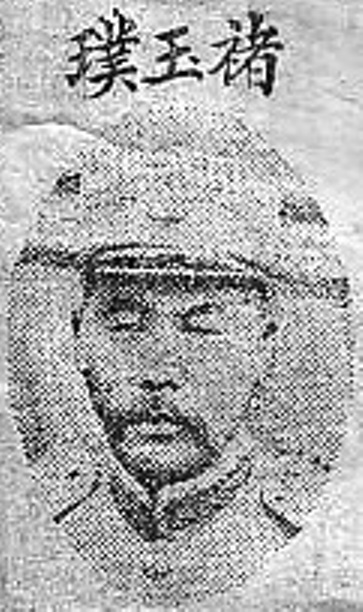
褚玉璞

褚玉璞（1887年—1929年），字薀山，山東省兗州府汶上县褚家庄（今属梁山县）人，中華民国军事将领。

## 生平
青年时期，他是綠林好汉。最初，他加入了安徽都督柏文蔚軍。1913年（民国2年），他转投張宗昌手下，后任营長。1917年（民国6年），張宗昌被馮国璋任命为第6混成旅旅長，褚玉璞仍任其手下营長。同年，張任暫編陸軍第1師師長，褚玉璞升任团長。

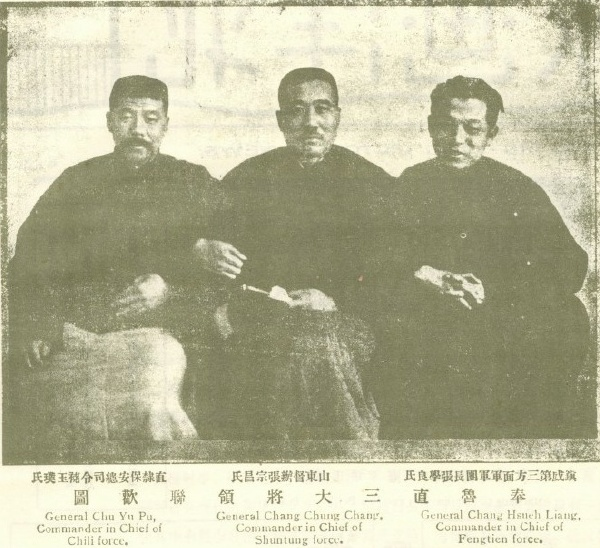
张学良与张宗昌（中）、褚玉璞（左）合影

1921年（民国10年）張宗昌的军队在江西省喪失，褚玉璞随張宗昌转投奉系。此後，他历任第3混成旅第50团团長、第28混成旅旅長。1926年（民国15年），他任直魯聯軍第1軍副軍長兼前敵总指揮，击破馮玉祥的国民軍。因此功績，他被任命为直隷軍務督办兼直隷省長。1928年（民国17年）奉系在同中国国民党的北伐軍作战中敗北，他随張宗昌下野。
此後，他随張宗昌在山東省膠東一带活動，企图东山再起。1929年（民国18年）他被以前的部下、国民革命軍第21師師長兼山東省政府委員劉珍年在福山捕获，后被刘珍年属下牟平县长郭志超带人在牟平城外活埋。享年42岁。

## 軼事
褚玉璞於民國16年發行紀念銀幣，現為海內外貨幣收藏家所重視。